# Brevard, North Carolina
Brevard är administrativ huvudort i Transylvania County i North Carolina. Orten har fått sitt namn efter kirurgen Ephraim Brevard. Enligt 2010 års folkräkning hade Brevard 7 609 invånare. Brevard är säte för Brevard College.

## Kända personer från Brevard
- Moms Mabley, komiker